# Marilar Aleixandre
María Pilar Jiménez Aleixandre (Madrid, 1 de maig de 1947), més coneguda com a Marilar Aleixandre, és una escriptora, traductora i biòloga espanyola. Premi Nacional de Narrativa 2022.

## Biografia
Va néixer a Madrid i les seves arrels familiars provenen a més d'Andalusia i València. Va viure en diferents llocs, com Ceuta, Donya Mencía (Còrdova) i la seva ciutat natal.
Es va llicenciar en Biologia a la Universitat Complutense de Madrid, on va fer el primer treball en el departament d'entomologia. A causa de les dificultats que va tenir per ser dona, es va decidir a opositar a l'ensenyament secundari. Així va ser com el 1973 es va establir a Galícia, destinada com a catedràtica en l'Institut do Calvari (Vigo).
Va seguir implicada en la resistència clandestina contra la dictadura franquista –com ja va fer a Madrid–, i a Galícia es va integrar en l'associació veïnal del barri del Calvario, que va arribar a presidir i va participar en la primera associació feminista gallega del barri i després en l'Associació Galega dona Muller (AGM). És una feminista convençuda que va entrar en política per aquest motiu i com ella mateixa reconeix el feminisme "recorre tota la seva vida, inclosa la recerca".
El 1988 va començar a fer classes de didàctica de les ciències experimentals i educació ambiental a la Universitat de Santiago de Compostel·la. En aquesta universitat, va ser nomenada catedràtica de Didàctica de les Ciències Experimentals en 1996.
Com a científica i educadora, va ser pionera en l'ús del gallec com a llengua vehicular en l'ensenyament de les ciències i és considerada una de les figures més rellevants de la recerca en didàctica de les ciències a Europa.
Va adoptar el gallec com a llengua literària, per tal com la majoria de la seva obra és escrita en aquest idioma. Des de 2017 és membre de la Reial Acadèmia Gallega.

## Trajectòria
Coneguda com Marilar Aleixandre, va començar a escriure relats curts i pamflets a la universitat per a revistes clandestines i sense nom. Més tard va iniciar la seva participació en certàmens de poesia. La seva narrativa abraça tant la literatura infantil i juvenil com el públic adult. També és traductora en diversos idiomes.
Les causes presents en el conjunt de la seva obra inclouen la llengua gallega, la literatura, les traduccions, el feminisme i l'ecologia entre d'altres.

### Narrativa
El primer relat que va escriure va ser un conte sobre vampirs, que es va convertir en el germen de Agardando pols morcegos. Posteriorment va escriure la seva primera novel·la infantil: A formiga coxa i A expedició do Pacífic per la qual va rebre el Premio da Crítica de Galícia el 1995.
Amb la seva novel·la Trànsito dos gramàticos (1992) va ser finalista del Premi Xerais de novel·la. Anys després va escriure el llibre de relats Llops nas illas (1996), en el qual tracta el tema de les difícils relacions familiars i inclou la història "Terror na matinada" denunciant els maltractaments. Amb A companyia clandestina de contrapublicidades va rebre el Premi Álvaro Cunqueiro en 1998 i amb la seva Teoria do caos (2001) va aconseguir el Premi Xerais d'aquest mateix any, centrant-se en descobrir com és possible que una persona es traeixi a si mateix.
Amb la novel·la As dolentes mulleres, Aleixandre va escriure un relat contra la desmemòria, centrant la seva atenció en les recluses de la presó de Galera (La Corunya) i el treball pioner realitzat per Concepción Arenal i Joana de Vega, en favor de la dignitat de les persones. Per aquesta obra va rebre el Premio Blanco Amor en 2020.
Gran part de la seva narrativa està traduïda al castellà, portuguès, català i basc.

### Poesia
Com a poeta va participar en diverses publicacions col·lectives i en les activitats del Batalló Literari de la Costa da Morte, grup poètic format en la seva majoria per poetes de la Costa de la Mort. Va escriure el poemari Catálego de velenos, amb el qual va guanyar el Premi Esquio de poesia en 1998.
En la seva poètica hi continua present el feminisme d'una manera més o menys explítica en poemes com "Auga na lúa", sobre el colonialisme o en "As debandadoras de set", per a mostrar com afecten les migracions a les dones, dins de Desescribindo. Les veus de les dones es manifesten des dels marges per a fer-se visibles, així com en el poemari Mudances on explica històries de violacions de dones donant-los a elles la veu.

### Traduccions
Aleixandre a més d'autotraduir-se les obres al castellà va ser pionera en algunes de les seves versions, com les traduccions de l'anglès al gallec del poemari Muller Ceiba (1996) de la poeta i narradora estatunidenca Sandra Cisneros, i dues dels seus poemes inèdits en la revista Festa da paraula silenciada.
Va ser inclosa en la Llista d'Honor del IBBY (Organització Internacional per al Llibre Juvenil) el 1997 per A caça do Carbairán, traducció deThe Hunting of the Snark de Lewis Carroll. Va traduir Harry Potter e a pedra filosofal en 2001 i va ser responsable de catorze guions de la sèrie d'animació “Os escachapedras”, amb il·lustracions de Francisco Bueno.
La seva recerca en didàctica va ser reconeguda amb el "Distinguished Contribution to Research" el 2019. A més conrea l'assaig, sobre biologia i el paisatge com en la seva obra Terras de Compostela del Pen Club gallec o sobre figures literàries femenines com ara Rosalía de Castro i Virginia Woolf, i també altres personatges gallecs il·lustres i les seves biografies com les d'Alfonso Daniel Manuel Rodríguez Castelao o María Victoria Moreno Márquez
Col·labora en premsa i en revistes especialitzades com Science Education, JRST, Greal, Revista Galega de Cultura, etc. És membre de la Secció de Ciència, Natureza e Sociedade del Consello dona Cultura Galega i sòcia de Nova Escola Galega, Ensinantes de Ciències de Galícia (ENCIGA), la European Science Education Research Association (ESERA) i la National Association for Research in Science Teaching (NARST).
Escriu en la revista poètica Dorna, en el Butlletí Galego de Literatura de la Universitat de Santiago de Compostel·la i en la revista Viceversa, Revista Galega de Traducció de la Universitat de Vigo.

## Reconeixements
La trajectòria de Marilar Aleixandre, compaginant l'activitat acadèmica amb la literatura i la traducció, està distingida amb nombrosos premis i reconeixements. El 2009, l'Associació Galega de Profesionais dona Tradución e a Interpretació (AGPTI) li va brindar un homenatge públic per la seva labor traductora.
El 2010 va ser nomenada Sòcia d'honor de l'Associació d'Escriptores i Escriptors en Llengua Gallega.
En el ple del 9 de juliol de 2016, de la Reial Acadèmia Galega (RAG) va ser triada acadèmica de número, ocupant el lloc vacant de Xosé Neira Vilas. Va passar a ser la sisena dona a incorporar-se a la RAG d'un total de 30 membres, en la segona vegada que la proposaven per a entrar en l'acadèmia. Va pronunciar el discurs d'ingrés el 14 de gener de 2017, titulat Voces termando na paisaxe galega i va ser respost per Fina Casalderrey. El seu discurs es va centrar en el respecte pel medi natural, la defensa de la llengua i la justícia social. Va destacar la reivindicació de «l'estirp de les quals Rosalía de Castro va dir les literates» i va reconèixer heretar d'ella «el seu feminisme, la convicció que les dones podem aconseguir tot». Així mateix, va assenyalar que «les nostres institucions estan demorant-se en excés a reconèixer a les dones».
El 28 de març del mateix any va ser elegida tresorera de la Reial Acadèmia Galega.

## Premis
- 1994: Premi Merlín de literatura infantil, per a expedició do Pacífic.
- 1995: Premi de la Crítica a la creació literària en gallec, per a expedició do Pacífic.
- 1996: Premi Rañolas al millor llibre infantil/juvenil en gallec, per O Trasno de Alqueidón.
- 1997: Premi Manuel Murguía de Relat breu, per Desaforats Muños.
- 1997: Premi Álvaro Cunqueiro de Narrativa, per a Companyia clandestina de contrapublicidade.
- 1998: Premi Esquio de poesia en gallec, per Catàleg de velenos.
- 1997: Llista d'honor del IBBY, per la traducció de The Hunting of the Snark de Lewis Carroll, al gallec, A caça do Carbairán.
- 1999: Premio Pigall, per a banda sen futur.
- 2001: Premi Xerais, per Teoria do caos.
- 2001: Premio Novel·la per lliuraments de la Veu de Galícia, per Unha presa de terra.
- 2006: Premi de poesia Caixanova, per Mudances.
- 2008: Premi Fundació Caixa Galícia de Literatura juvenil, per a cap dona medusa.
- 2017: XI Premi Raíña Lupa per a filla do Minotaure.[14]
- 2019: Premi "Distinguished Contribution to Research", concedit per la National Association for Research in Science Teaching (NARST), en l'àrea de didàctica dónes ciències.[15]
- 2020: Premi Blanc Amor per As dolentes mulleres.
- 2022: Premi Nacional de Narrativa per l'obra As dolentes mulleres.

## Obra selecta
- A expedició do Pacífic, Xerais, 1994. ISBN 978-84-9782-501-6. Traduïda al castellà i al portuguès. Seleccionada per la Fundació Germán Sánchez Ruipérez com una de les cent millors obres de la literatura infantil espanyola del segle xx.
- O trasno de Alqueidón, Xerais, 1996. Il·lustracions de Miguelanxo Prado. Traduïda al basc.[16]
- A companyia clandestina de contrapublicidade, Galàxia, 1998.
- Catàleg de velenos, 1999. Sociedade de Cultura Valle-Inclán. Traduïda al portuguès[17]
- A banda sen futur, 1999. ISBN 978-8483024713.[18] Traduïda al castellà, català, basc i portuguès.[19][20][21][22]
- Teoria do caos, Xerais, 2001. ISBN 978-84-8302-694-6.[23]
- O monstro dona chuvia, 2004. col. A Maxia dónes Paraules, Junta de Galícia, il. F. Bé. Traduïda al castellà.[24] Il·lustrat per Pablo Amargo.
- El Cap de Medusa, Xerais, 2008. Traduïda al castellà i basc.[25][26]
- Robinson comptat polas alimarias, Oxford, 2005. Traduït al castellà.[27]
- A filla do Minotaure, Galàxia, 2017.[28]
- As dolentes mulleres, Editorial Galàxia, 2020. ISBN 978-84-9151-597-5.[10]
- Llops a les illes, Editorial Crema, 2022. ISBN 978-84-125010-0-1